# Rarotonga
Rarotonga – wyspa wchodząca w skład Południowych Wysp Cooka, należąca administracyjnie do terytorium zależnego Nowej Zelandii – Wysp Cooka. Wyspa stanowi jednocześnie jednostkę administracyjną o takiej samej nazwie.
Jest to największa i najludniejsza spośród Wysp Cooka. Ma ona powierzchnię 67,0 km², a zamieszkana jest przez 13 007 mieszkańców (dane na 2016 rok). Jest to wyspa wulkaniczna – stanowi szczyt wygasłego wulkanu. Najwyższym wzniesieniem jest Te Manga osiągająca 652 m n.p.m. Wyspa jest otoczona rafami koralowymi.
Na wyspie znajduje się stolica Wysp Cooka – miejscowość Avarua. Ze względu na ukształtowanie wyspy (górzyste wnętrze), wszystkie osiedla ludzkie rozlokowane są na wybrzeżu. W północnej części wyspy znajduje się główne lotnisko Wysp Cooka.
Ludność wyspy zajmują się uprawą drzew cytrusowych, ananasów, kokosowej palmy, bananów. Na wyspie rozwinęła się turystyka.
Wyspa została podzielona administracyjnie na 5 dystryktów, które dzielą się na 70 tradycyjnych wsi (tapere). Jednak obecnie istniejące osady skupiają po kilka tapere. Głównymi miejscowościami, poza stolicą, są: Pue, Matavera, Ngatangiia, Muri, Titikaveka, Arorangi, Nikao i Avatiu.
Wyspa została odkryta w 1814, a od 1888 wraz z innymi wyspami archipelagu stanowiła protektorat brytyjski, zwany od 1891 Cook Islands Federation. W 1901 atol wraz z całymi Wyspami Cooka został przekazany Nowej Zelandii.
Na wyspie podpisany został traktat z Rarotonga.

## Demografia
Liczba ludności zamieszkującej wyspę Rarotonga:
| 1951  | 1961  | 1966  | 1976  | 1986  | 1996   | 2006   | 2016   |
| ----- | ----- | ----- | ----- | ----- | ------ | ------ | ------ |
| 6 048 | 8 676 | 9 971 | 9 802 | 9 826 | 11 225 | 13 890 | 13 007 |

Od połowy XX wieku, liczba ludności wyspy podwoiła się. Głównym powodem takiego stanu rzeczy jest migracja zarobkowa z biedniejszych wysp i atoli wchodzących w skład Wysp Cooka.